# Réd zvelicsánsztva
Réd zvelicsánsztva (Razpored zveličanja) je tretja tiskana knjiga v prekmurščini. Avtor je evangeličanski duhovnik Mihael Sever Vanečaj. Sever knjige ni podpisal. Štefan Küzmič ga omenja v svojem katekizmu Vöre krsztsánszke krátki návuk.
Knjiga Réd zvelicsánsztva (COBISS) je izšla 1747. Celoten naslov se glasi Réd zvelicsánsztva. Pouleg ednoga znamenüvanya toga nai poglaviteisega recsenya jedro zvétoga piszma, vu kterom te vöre nai véksi artikulusi grtüntani jeszo, ravno i tak nistere krátke molitve, i peszmi, vön dán záto, dabi nei li szamo drobna decza zetoga mleiko szpoznanya bosjega, i Jesussa Kristussa zaimati mogli, szebé vu vöri pokreipiti, vu nevoljái trostati, nego i sztareisi bi mogli szvoje, esche i viza brátja vu Kristussi, poleg etoga rouké pelanya, vucsiti opominati, ino troustati.
Izdajo knjige so podpirali Wittenberžani. Tudi Franc Temlin, ki je bil avtor prve prekmurske knjige Mali katechismus (1715), je dobil podporo od nemških pietistov. Réd zvelicsánsztva so natisnili na Saškem, vendar tiskar ni znan.
Réd zvelicsánsztva je bil naslednji korak v razvoju knjižne prekmurščine. V ljudskih šolah so uporabili knjigo ne samo pri verouku, ampak tudi pri poučevanju branja. Prevedena je bila iz nemščine. Vsebuje glavne teze veroizpovedi v obliki vprašanj in odgovorov. Zasledimo v knjigi še pesmi in prevode treh psalmov. 